# رمانتساکو ۲۷۹۸۵
سیارک ۲۷۹۸۵ (به انگلیسی: 27985 Remanzacco، نامگذاری:1997VC1) بیست و هفت هزار و نهصد و هشتاد و پنجمین سیارک کشف شده‌است که در ۲ نوامبر ۱۹۹۷ کشف شد.